# مسجد المتقدمين
مسجد المتقدمين (بالاندونيسية: Masjid Mutaqaddimin)هو واحد من أقدم المساجد في إندونيسيا، يقع المسجد في بلدة انداله في منطقة كابوباتن غرب سومطرة، تم بناء مسجد المتقدمين في عام 1930 بذلك يعتبر أقدم مسجد في منطقة انداله.

## العمارة
وتكون المسجد من المبنى الرئيسي وبنائه جميل توج بقبة، وكان المسجد قد فاز عدة مرات على المركز الأول في نماذج تقييم مساجد المنطقة التي أجرتها وزارة الشؤون الدينية الاندونيسية، كما حدث ذلك في عامي 2009 وعام 2010، وحصل المسجد على المرتبة الثالثة عن مستوى المحافظات، حاليا يستخدم المسجد للأنشطة الدينية للمسلمين، ويستخدم أيضا كوسيلة للتعليم الديني للسكان المحليين، يبلغ مساحة المسجد 24 متر في 18 متر، أي أن المسجد تبلغ مساحته الكلية 432 متر مربع.

## التاريخ
بدأ بناء المسجد من قبل عدد من العلماء الذين هم أعضاء في وحدة علماء انداله وذلك في عام 1930، في بداية البناء سموا المسجد مسجد توه، المسجد بني مع شكل بناء الخيزران، وكان السكان المحليين تخطط لاستخدام الحجر كمادة بناء، لكنهم اضطروا لاستخدام الخيزران لأنه في ذلك الوقت كانت لا تزال اندونيسيا في أيدي المستعمرين الهولنديين، بعد الاستقلال الإندونيسي في عام 1945 تم إعادة ترتيب بناء المسجد من قبل افراد المجتمع المحلي، وواصلوا محاولاتهم للحصول على تمويل من الحكومة ولكن من دون جدوى، وبعد فترة ليست طويلة قام أحد الملوك الذي يلقب بداتوك بودى من قبيلة بنغولو ويت بإعادة بناء المسجد مع ارض تبرع بها، مع العلم أن المجتمع المحلي تمكن من تشكيل رابطة تسمى رابطة شباب مسلمي انداله، والتي تهدف هذه الرابطة إلى تحقيق إعادة إنشاء المسجد، وبعد حوالي 15 سنة تم إعادة بناء المسجد على الرغم من أغياب المساعدة من الحكومة، ولكن البناء تم بالاعتماد فقط على مساعدة المجتمع المحلي.

## وصلات خارجية
- موقع المسجد